# ティホ・ラント
ティホ・ラント（Tygo Land、2006年1月11日 - ）は、オランダ・ドレンテ州パイゼ出身のサッカー選手。PSVアイントホーフェン所属。ポジションはMF。

## クラブ経歴
地元のアマチュアクラブであるVVパイゼでサッカーを始め、2011年にはSCヘーレンフェーンからスカウトされ、以降は同クラブで育成された。およそ10年後の2021年4月2日、クラブ史上最年少となる14歳でヘーレンフェーンとプロ契約を結び、トップチームデビューが期待されたが、デビュー前の2022年7月にPSVアイントホーフェンへと移籍し、U-18チームへ登録された。
2023年8月12日、リザーブチームでさえ未経験だったが、この日のエールディヴィジ開幕戦となるFCユトレヒトとの一戦にて、90分にヨエイ・フェールマンとの途中交代でトップチームデビューを飾った。その後はトップチームでの出場機会がなかったが、2024年1月11日、18歳の誕生日と同時に正式にトップチーム昇格が発表された。